# KC-330 시그너스

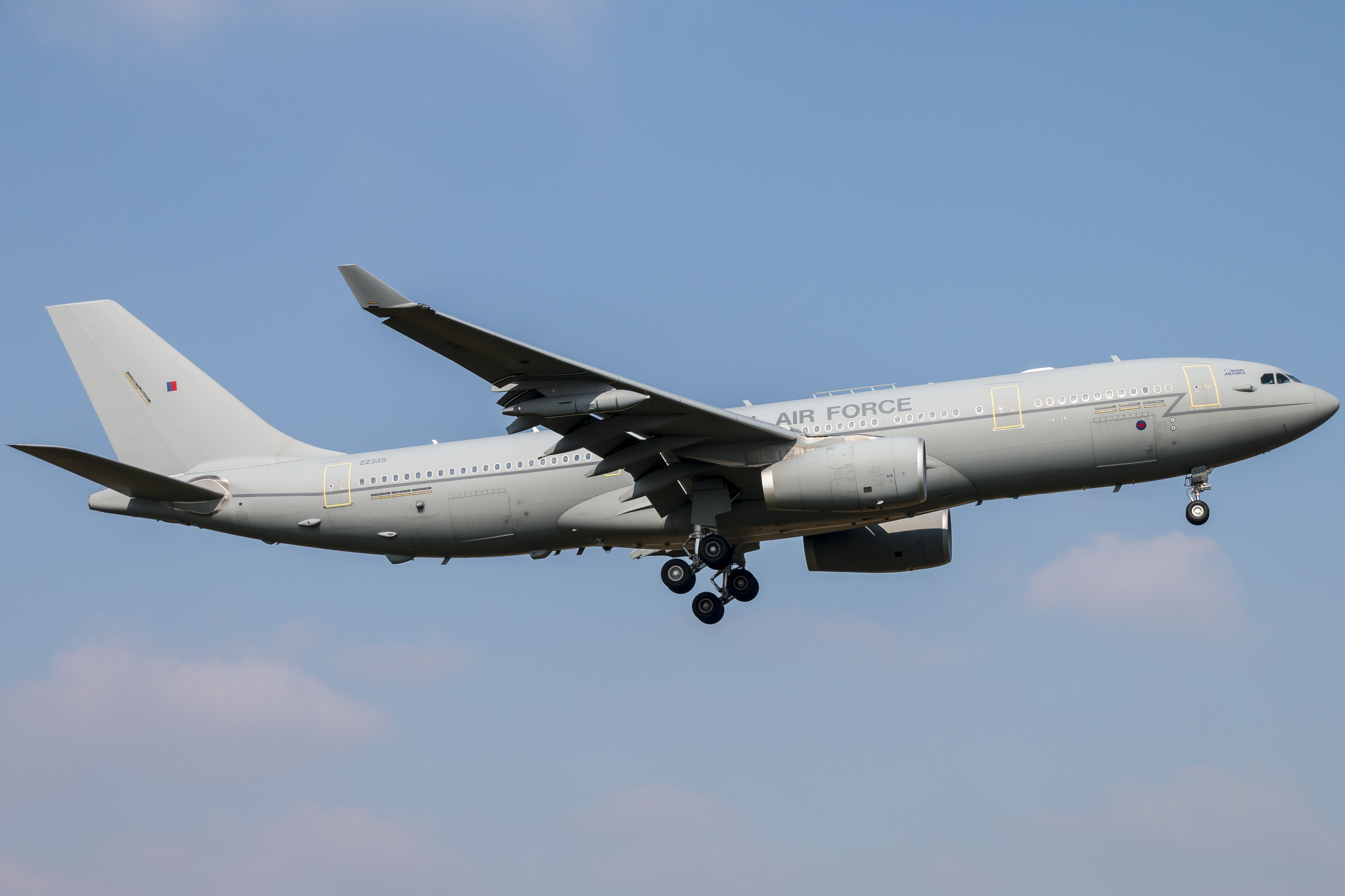
영국 공군의 A330 MRTT

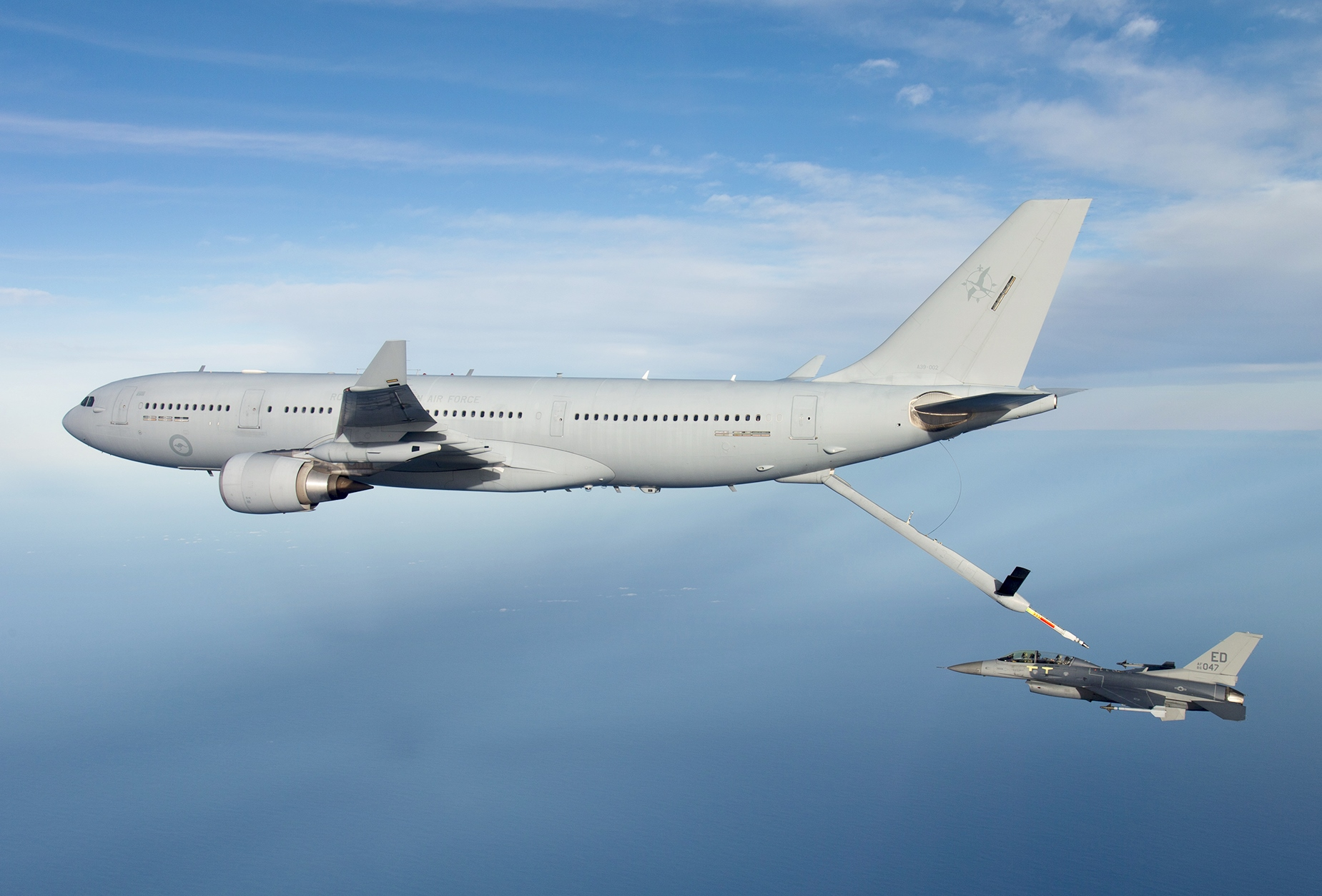
호주 공군의 A330 MRTT가 미공군 F-16 전투기에 공중급유중이다.

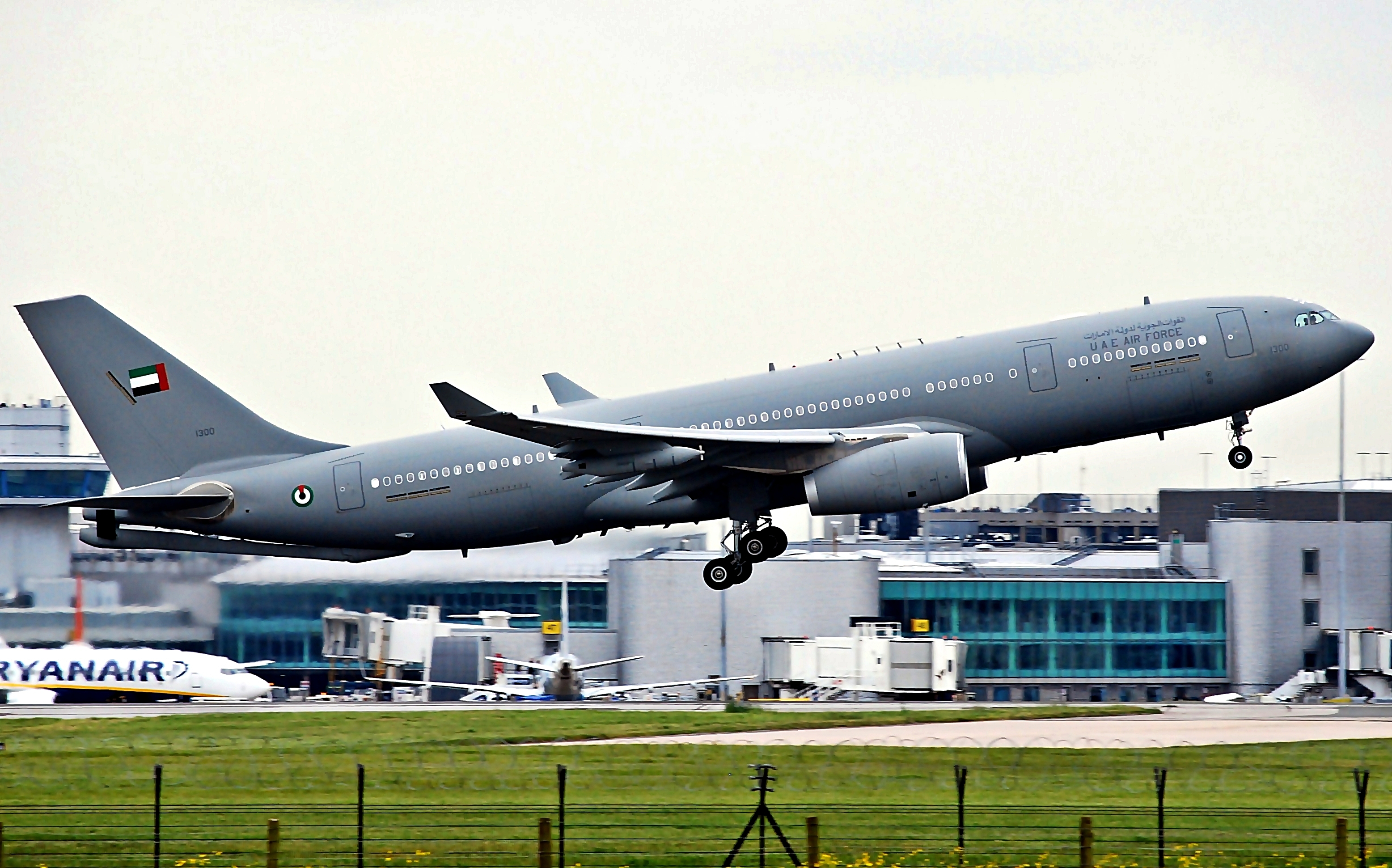
아랍에미리트 공군의 A330 MRTT

KC-330 시그너스는 대한민국 공군의 공중급유기이다.

## 역사
한국은 1994년 김영삼 정부 시절부터 공중급유기 획득을 하려고 했다.
2015년 6월 30일, 22년간 끌어온 대한민국 공군의 공중급유기 도입사업은 대한민국 KC-X 사업 공개입찰에서 에어버스 A330 MRTT로 최종 확정했다. 1조4880억원의 사업 예산을 투입해 공중급유기 4대를 2018년부터 2019년까지 도입했다.
이종섭 국방부 장관은 이명박 정부 시절 준장 계급으로 청와대 외교안보수석실에서 안보정책담당관(행정관)으로 재직할 때 이명박 대통령에게 장거리 수송기로서 시그너스 도입 필요성을 설명하는 보고서를 작성했던 당사자로 알려져 있다.
에어버스 민간 여객기 에어버스 A330-200을 기반으로 제작된 KC-330은 300명의 병력과 45t의 화물을 한 번에 수송할 수 있고, 항속거리가 7400 km에 달한다.
KC-330은 전폭 60.3m, 전장 58.8m, 전고 17.4m다. 최대 속도는 마하 0.86, 최대 순항고도는 약 1만2천600m이며, 최대 항속 거리는 약 1만5천320km, 최대 연료 탑재량은 약 111t이다. 공군의 주력인 F-15K 전투기의 경우 최대 10여대, KF-16 전투기 경우 최대 20여대에 급유할 수 있고, 최대 300여명의 인원과 47t의 화물을 운송할 수 있다.

## 시그너스
공군은 명칭을 선정하기 위해 공군 장병을 대상으로 2018년 11월 공모를 진행했다. 총 1860명의 장병이 공모에 참여했고 설문조사와 심의를 거쳐 2019년 1월 명칭을 최종 결정했다. '시그너스'(Cygnus)는 백조자리를 의미한다.
2021년 2월 20일 유튜버 개복어의 네이버 카페의 글과 25일 개복어 유튜브 영상 중 그 글을 읽은 '메이플 덕분에 휴가 5박6일 받을 썰'에서 공모전 수상자가 직접 '시그너스' (Cygnus)는 메이플스토리 NPC인 여제 시그너스의 네이밍으로 채택되었음을 확인하였다. 하지만 공모전 작성 기준이 우주와 관련되거나 조류(맹금류 제외)와 관련이 있었고 공모전 수상자 선정 시 처음엔 시그너스라는 명칭을 왜 그렇게 부여했는지를 설명함에 있어 임무 특성에 가장 부합하게 설명을 한 몇 명만을 수상자로 선정하려 했다. 따라서 시그너스라는 명칭을 제출하고도 의미 부여를 한 이유에 부합하지 않게 제출한 사람들은 수상자로 선정되지 않았다가 형평성의 이유로 시그너스라는 이름을 제출한 사람 모두 수상자가 된다. 그러므로 유튜버 개복어 영상을 통해 메이플스토리에서'만' 따왔다고 한 사람의 썰은 그저 한 개인의 '썰'일 뿐이며 실제는 그렇지 않다고 볼 수 있다. 심지어 포상 휴가는 2일이였다. 게다가 처음부터 수상자로 선정되었던 수상자는 원래 급유기의 여객기 기체인 A330의 경우 랜딩 시 우아하게 내리는 모습 때문에 '백조'라는 별명이 원래 있었고, 그것을 참고하여 별자리 중 백조자리의 영어 이름인 Cygnus를 제출했다고 했으며 또한 백조가 V자로 비행하는 모습은 공중급유를 하는 대열을 연상케 하며 물 위의 백조가 물 속에서 발을 열심히 움직이는 모습은 한반도 영공방위에 최선을 다하는 공군 장병들의 모습이 투영된다는 의미가 들어 있다라고 의미 부여를 설명하였고 실제 홍보 시 이런 문구가 사용되었다. 게다가 영어로 백조를 뜻하는 Swan(스완)보다는 백조자리를 뜻하는 Cygnus(시그너스)가 낫다는 의견이 많았다. 다만 메이플스토리의 시그너스도 백조자리에서 이름을 따왔기 때문에 완전히 틀린 말은 아니다.

## 격납고
2018년 11월 이후 대당 3억 7,000만 달러(4,300여억 원)에 달하는 KC-330 공중급유기(사진) 2대를 들여왔지만, 기기 유지에 필수적인 정비 격납고를 구비하지 못하면서 국민의 세금으로 사들여 온 고가의 비행기를 노상에서 정비하고 있는 것으로 감사원 조사 결과 밝혀졌다. 또 군 당국이 공중급유기를 활용하는 전투기는 KF-16과 F-15K 등 200여 대를 운영하면서도 정작 공중급유기를 다룰 수 있는 면허를 보유한 현역 전투기 조종사는 수십 명에 불과한 것으로 확인됐다.
2019년 5월 2일, 군 당국에 따르면 지난해 11월과 올해 3월 도입해 경남 김해 제5전투비행단 공중작전전대에 배치돼 있는 유럽 에어버스의 KC-330 공중급유기 1·2호기는 현재 공중급유기용 격납고가 없어 비행장 활주로 인근 노상에서 주기(駐機)한 상태로 정비를 받고 있다. 미국·호주 등 대부분의 공중급유기 운영 국가가 공중급유기용 전문 격납고를 갖추고 정비하는 시스템과 대조된다.

## 수송기
시그너스(KC-330)는 공군의 공중급유기이면서 대형 수송기 역할도 한다. KC-330은 한국 공군이 최초로 보유하는 장거리 전략 수송기이다. 지구 어디든지 직항할 수 있다. 그동안 최대 크기의 수송기는 2014년 도입된 C-130J 슈퍼 허큘리스 4대였다. 항속거리 5,250 km로 지구 어디든지 논스톱 수송은 불가능했다.
2020년 6월 24일, 오후 4시 50분 북한에서 발굴돼 미국 하와이로 옮겨진 6.25전쟁 국군 전사자 유해 147위가 하와이 히캄 공군기지에서 공군 공중급유기 시그너스(KC-330)를 통해 서울공항에 도착했다. 정부는 지난 2018년 10월 서울공항에서 미국으로부터 돌려받은 64위의 국군전사자 봉환행사를 개최한 바 있다. 지난 2018년 공중급유기 도입 이후 첫 번째 수송 임무 투입 사례로 기록됐다.
동년 6월 30일, 오전 10시 해외 파병 교대를 위해 아크부대 17진 130여명은 인천국제공항을 출발해 UAE 아부다비 알리프 군(軍) 공항에 도착했다. 16진 130여명은 17진이 탑승했던 공중급유기 편으로 다음달인 7월 3일 오전 9시 서울공항에 도착했다. KC-330은 인천공항에서 17진 병력과 물자(10t가량)를 싣고 UAE 아부다비 공항까지 직항으로 약 7000 km를 비행했다. 이후 아부다비 공항에서 16진 병력과 물자를 싣고 서울공항까지 비행했다.
동년 7월 24일, 공군 공중급유기(KC-330) 2대가 오전 10시 14분과 24분에 인천국제공항에 도착했다. 전날인 23일 오전 7시 김해공항을 떠나 이라크 바그다드로 향했던 공중급유기 2대는 현지에서 코로나19의 위협에 시달리던 우리 국민 290여명을 태우고 무사히 귀국했다. 약 27시간만의 임무완수다. 새로 도입된 시그너스 공중급유기의 장거리 논스톱 수송기 기능에 대해, 언론에서 매우 칭찬했다. 비전쟁군사행동에서 전세계를 논스톱으로 비행하는 장거리 대형 수송기는 매우 중요하다. 한국에는 이런 수송기가 없었다. 시그너스가 최초이다.
2021년 6월 5일, 한미정상회담에서 미국이 한국에 공여하기로 한 얀센 백신 101만 2800회 분을 서울공항으로 수송했다.
동년 7월 20일, 문무대왕함 코로나19 집단감염 사건 때 장병들을 대한민국으로 이송한 오아시스 작전에 투입되었다.
동년 8월 15일, 홍범도 장군의 유해를 봉환할 때 사용되었다.
동년 8월 24일부터 8월 27일까지 대한민국 정부가 한국에 협력한 아프가니스탄인들을 이송한 미라클 작전에 투입되었다.
2023년 2월 6일, 2023년 튀르키예-시리아 지진이 일어났을 때 튀르키예로 구호 물자와 인원을 보내주었다.
동년 10월 13일, 김해공군기지에서 공군 제5공중기동비행단의 시그너스 수송기가 출발해 이스라엘 수도 텔아비브 벤구리온 공항에 착륙했다. 시그너스는 14일 새벽 한국 국민 163명, 일본인 51명, 싱가포르인 6명 등 총 220명을 태우고 한국으로 출발했다. 14일 오후 10시 45분(한국시각) 시그너스가 서울공항에 무사히 도착했다. 해외 인력 수송에 투입된 것은 이번이 다섯 번째다.

## 같이 보기
- 대한민국 KC-X 사업
- A330 MRTT
- 비전쟁군사행동